# Grenada vid världsmästerskapen i friidrott 2023
Grenada tävlade vid världsmästerskapen i friidrott 2023 i Budapest i Ungern mellan den 19 och 27 augusti 2023.

## Medaljörer
| Medalj | Namn          | Gren              | Datum      |
| ------ | ------------- | ----------------- | ---------- |
| Brons  | Lindon Victor | Herrarnas tiokamp | 26 augusti |

## Resultat
Grenadas trupp bestod av fyra idrottare.

### Herrar
Gång- och löpgrenar
| Idrottare    | Gren      | Försöksheat | Försöksheat | Semifinal | Semifinal | Final    | Final     |
| Idrottare    | Gren      | Resultat    | Placering   | Resultat  | Placering | Resultat | Placering |
| ------------ | --------- | ----------- | ----------- | --------- | --------- | -------- | --------- |
| Kirani James | 400 meter | 44,91       | 1 Q         | 44,58     | 2 Q       | 0DSQ0    | 0DSQ0     |

Teknikgrenar
| Idrottare       | Gren          | Kval    | Kval      | Final            | Final            |
| Idrottare       | Gren          | Distans | Placering | Distans          | Placering        |
| --------------- | ------------- | ------- | --------- | ---------------- | ---------------- |
| Anderson Peters | Spjutkastning | 78,49   | 16        | Gick inte vidare | Gick inte vidare |

Mångkamp – Tiokamp
| Idrottare     | Gren     | 100 m      | Längd     | Kula  | Höjd      | 400 m      | 110 m häck | Diskus    | Stav | Spjut      | 1 500 m      | Totalt | Placering  |
| ------------- | -------- | ---------- | --------- | ----- | --------- | ---------- | ---------- | --------- | ---- | ---------- | ------------ | ------ | ---------- |
| Lindon Victor | Resultat | 10,60 0SB0 | 7,55 0SB0 | 15,94 | 2,05 0SB0 | 48,05 0PB0 | 14,47 0SB0 | 54,97 VBT | 4,80 | 68,05 0SB0 | 4.39,67 0PB0 | 3      | 8 756 0NR0 |
| Lindon Victor | Poäng    | 952        | 947       | 848   | 822       | 907        | 915        | 974       | 849  | 860        | 682          | 3      | 8 756 0NR0 |

### Damer
Gång- och löpgrenar
| Idrottare     | Gren      | Försöksheat | Försöksheat | Semifinal        | Semifinal        | Final            | Final            |
| Idrottare     | Gren      | Resultat    | Placering   | Resultat         | Placering        | Resultat         | Placering        |
| ------------- | --------- | ----------- | ----------- | ---------------- | ---------------- | ---------------- | ---------------- |
| Halle Hazzard | 100 meter | 11,34 0SB0  | 5           | Gick inte vidare | Gick inte vidare | Gick inte vidare | Gick inte vidare |